# Entrées royales hellénistiques
Les entrées royales hellénistiques désignent les multiples entrées faites par des souverains hellénistiques dans des cités pendant la période hellénistique (323 av. - 30 av. J.-C.). Outils de représentation, de légitimation du pouvoir royal, elles constituent l'un des moments principaux des voyages royaux, que ces derniers soient liés à leur itinérance, à la guerre voire à la diplomatie. L'initiative de ces entrées revient au pouvoir de la cité, au pouvoir royal ou bien aux deux selon chaque contexte.
Les connaissances actuelles sur les entrées royales hellénistiques reposent essentiellement sur des sources littéraires et épigraphiques. Les premières entrées royales remarquées sont celles que fait Alexandre le Grand lors de sa conquête de l'empire perse achéménide (334 - 323 av. J.-C.). À la suite d'Alexandre le Grand, les diadoques puis leurs successeurs sont à l'origine d'entrées plus ou moins bien documentées dans les sources jusqu'aux entrées de Mithridate VI Eupatôr dans des cités grecques d'Asie vers 88 av. J.-C.
À partir du IIe siècle av. J.-C., les généraux et consuls romains qui détiennent l'imperium manœuvrent militairement en Grèce et se font remarquer dans les sources pour des entrées alors impératoriales. À l'avènement d'Auguste et de ses successeurs, la pratique des entrées se poursuit puisque les empereurs n'hésitent pas à voyager dans l'orient romain grec conquis depuis le IIe siècle av. J.-C.

## Origines et premières entrées
Il est pour le moment difficile de statuer sur l'origine de ces entrées mais les premières entrées remarquables sont celles que fait le roi de Macédoine Alexandre dans des cités alors sous domination perse.
- L’entrée d’Alexandre à Sardes (334 av. J.-C.), d'après Arrien, Diodore de Sicile.

L'Entrée d'Alexandre dans Babylone ou Le Triomphe d'Alexandre, tableau de Charles Le Brun, (1665), Musée du Louvre, Paris.

La cité de Sardes est la capitale de la satrapie de Lydie. Alexandre sort victorieux de la bataille du Granique en 334 av. J.-C et se dirige sur Sardes après cette bataille. Les deux sources disponibles, Diodore de Sicile et Arrien, évoquent le rôle de Mithrénès, gouverneur de Sardes, normalement soumis aux intérêts de l’empire de Darius III, qui décide de livrer la cité de Sardes dans un contexte de reddition de la cité. Alexandre est accueilli à Sardes par Mithrénès et des notables de Sardes qui viennent à sa rencontre pour lui livrer la cité,.
- Alexandre est accueilli à Babylone (331 av. J.-C.), d'après Arrien, Quinte-Curce et Diodore de Sicile.

Alexandre défait Darius III en 331 av. J.-C. à la bataille de Gaugamèles. Après cette bataille, il parvient à Arbèles, puis à Babylone, résidence impériale du Grand Roi perse achéménide. Selon Arrien, les Babyloniens viennent à la rencontre d’Alexandre. Quinte-Curce mentionne quant à lui la venue de Mazée, gouverneur de Babylone, et de ses enfants, à la rencontre d’Alexandre. Le récit de Quinte Curce décrit le moment de l’entrée en procession dans les murs de Babylone. Alexandre entre alors sur un char entouré d’hommes en armes et suivi par son armée et les habitants. Cette entrée est sans doute la plus célèbre de toutes celles que fait Alexandre le Grand durant la conquête de l’empire perse en témoignent les multiples œuvres artistiques postérieures et l’unanimité des sources la concernant,,.
La série de peintures de Charles le Brun sur Alexandre le Grand réalisées sous Louis XIV font ressurgir les références à l’Antiquité et surtout glorifient le pouvoir royal en sous-entendant la comparaison avec le roi français.

## Le déroulement de l'entrée
Après lecture de plusieurs sources littéraires et épigraphiques, il apparaît que les entrées semblent être des cérémonies protocolaires qui comprennent une série de temps ordonnés qu’il convient de présenter.

### L'arrivée du roi: laparousiaou l'adventus
Plusieurs termes sont utilisés pour désigner l’arrivée d’un roi ou d’un imperator. Pour qualifier la venue d’un imperator dans une cité, les auteurs utilisent le terme d’adventus. Le terme adventus est défini dans le dictionnaire latin-français de Félix Gaffiot comme l’« acte d’arriver » et le « fait d’être arrivé », ainsi que par le terme « arrivée ». L’adventus désigne donc l’arrivée et non l’entrée dans sa globalité.
En grec, on trouve le terme de parousia (παρουσία) qui signifie "l’arrivée" ou "la présence" d’un individu, mais comme le précise Pierre Dufraigne, « en s’incorporant au vocabulaire religieux », le terme recouvre « la présence accompagnée d’un rayonnement surnaturel ».
L’arrivée d’un roi ou d’un imperator donne lieu à la mise en place d’une apantésis.

### La venue au devant du roi: l'apantésisouoccursus
Le terme apantésis (ἀπάντησις) traduit, en grec, le fait d'escorter, de venir à la rencontre ou "rencontre" et par extension, il désigne un cérémonial qui consiste à venir au-devant d’un personnage pour l’accueillir. Ainsi, dans plusieurs récits d'auteurs grecs, ce terme est utilisé et décliné sous plusieurs formes pour qualifier la venue de représentants de la cité au-devant du personnage entrant. Chez les auteurs latins, le terme latin d’occursus et ses déclinaisons sont utilisés.
Ce moment de l’entrée advient la plupart du temps avant et parfois au moment de l’entrée du roi dans la cité. Il semble que l’apantésis ou occursus se déroule dans la chôra. Il y a une petite diversité de personnages ou de groupes qui y participent. De manière générale, les mentions montrent des apantésis conduites par les notables locaux, des magistrats souvent accompagnés des citoyens ou d’une foule informe.

### La procession d'entrée
La procession d’entrée constitue le moment où le personnage, accompagné d’un cortège, s’introduit dans le cœur urbain de la cité. Quand la procession succède à une apantésis, le personnage entre dans la cité, accompagné des participants de l’apantésis. Quoi qu’il en soit, quand il n’y a pas d’apantésis, le personnage entre accompagné de son propre cortège. L’armée est bien souvent présente dans les processions d’entrées royales et impératoriales. L’entrée peut donc être donc un moyen de présenter les forces en présence, de présenter une sorte de défilé militaire. Mais les personnages entrants ne sont pas toujours accompagnés d’une armée. Les habitants de la cité accompagnent bien souvent la procession d’entrée soit en la composant soit en la réceptionnant dans la cité.

### L'invitation à sacrifier
Dans quelques cas d'entrée, le roi entrant est invité à sacrifier. La cité semble préparer les autels avant l’entrée du personnage accueilli, comme lorsqu’une fête est préparée. Cela nécessite une organisation préalable.

### L'invitation à s'exprimer devant une assemblée
Dans un dernier temps, après les sacrifices, le personnage accueilli peut-être invité à s’exprimer devant une assemblée. C’est un temps que l’on retrouve dans les mentions d’entrées dans les cités grecques, dans la cité d’Athènes, lors de l’entrée d’Attale Ier et des Rhodiens, ou à Thèbes, où Antiochos III est invité, lors de son arrivée à l’assemblée des Béotiens, où se réunit le koinon. Tite-Live montre qu’Antiochos s’y exprime dans le cadre de l’alliance qu’il conclut avec le koinon contre la république romaine.

## Des exemples d'entrées
Cette liste ne prétend pas à l'exhaustivité et a vocation à être complétée.

### Entrées antigonides
- Démétrios Poliorcète à Athènes (vers 291/290 av. J.-C.) par Démocharès dans Le Banquet des sophistes d'Athénée de Naucratis.

Notre source est Le Banquet des sophistes d'Athénée de Naucratis dans lequel il cite Démocharès, homme politique et orateur athénien et contemporain de l’arrivée de Démétrios Poliorcète à Athènes, ainsi qu'opposant majeur au parti pro-macédonien et donc à Démétrios Poliorcète, qui offre un récit réprobateur de cet accueil.
Démétrios Poliorcète a une histoire tumultueuse avec la cité d'Athènes. En 307 av. J.-C., Démétrios, pour le compte de son père, délivre Athènes de la tutelle de Démétrios de Phalère et Cassandre et lui rend sa démocratie. Démétrios et son père Antigone le Borgne sont honorés par la cité d'Athènes. De 296 à 294 av. J.-C., Démétrios s’empare du sud de la Grèce actuelle. Dans ce cadre, la cité d'Athènes est bousculée par le preneur de villes qui va jusqu’à l’affamer en 294 av. J.-C.

Démétrios Poliorcète est roi de Macédoine depuis 294 av. J.-C. Démétrios cherche à consolider ses possessions en Grèce et en Égée. Il se sent menacé par le roi Ptolémée Ier qui cherche à étendre sa domination en mer Égée. Il se rend une nouvelle fois à Athènes dans ce contexte. 
Voici donc ce que Démocharès écrit à ce sujet, dans son liv. 21 : "Démétrius, revenant de Leucade et de Corfou à Athènes, le peuple de cette ville-ci le reçut, non seulement avec des parfums brûlants sur des autels, lui présentant des couronnes, et faisant des libations ; on alla même au-devant de lui avec des prosodies, des chœurs, des ithyphalles qui dansaient en suivant les chants. Ils s'arrêtaient par intervalles, au milieu de la foule, dansaient, répondaient aux chants, en faisant leur partie, publiant que Démétrius était seul vrai dieu ; que les autres divinités dormaient, ou étaient en voyage, ou n'existaient réellement pas. On faisait Démétrius fils de Neptune et de Vénus ; on lui donnait la plus éclatante beauté : il était le bienfaiteur général des hommes : on lui adressait des prières, des supplications et des vœux".
Le récit de Démocharès insiste sur les honneurs qui sont rendus lors de l’accueil de Démétrios, honneurs normalement accordés aux dieux. Les ithyphalles accompagnent par exemple habituellement les processions aux fêtes de Dionysos.

### Entrées séleucides
- Le roi Antiochos III dans les cités de Judée et est accueilli à Jérusalem (200 av. J.-C.), d'après Flavius Josèphe.

Flavius Josèphe décrit l’incursion séleucide d’Antiochos III en Judée pendant la cinquième guerre de Syrie dans Les Antiquités Judaïques vers la fin du Ier siècle ap. J.-C. Il restitue une lettre d’Antiochos III adressée à Ptolémée V, alors tout jeune roi. La lettre d’Antiochos III raconte l’accueil qu’il reçoit en se rendant à Jérusalem ; accueil qui semble être similaire à celui qu’il reçoit dans les cités de Cœlé-Syrie. Flavius Josèphe ne s’appesantit pas autant sur l’accueil d’Antiochos III par les Juifs de Jérusalem que sur la prise de la citadelle sous domination égyptienne. Il expose les droits et privilèges que le roi Antiochos III accorde aux Juifs de Judée. Cela peut s’expliquer par le fait que le sujet principal du récit de Flavius Josèphe est le peuple Juif et non la cinquième guerre de Syrie même si ce passage en évoque certains aspects.
- Le roi Antiochos III entre à Démétrias (192 av. J.-C.) d'après Tite-Live.

En 192 av. J.-C., dans un contexte de tensions entre le royaume séleucide et la république romaine qui est sortie vainqueur du conflit qui l’opposait à Philippe V de Macédoine. Antiochos III en profite pour annexer des territoires en Thrace et en Asie Mineure. Il menace particulièrement Eumène II, allié des Romains. Ce dernier multiplie les ambassades à Rome pour dénoncer les agissements d’Antiochos III. Rome envoie une ambassade à Antiochos III pour engager des discussions qui n’aboutissent pas. Antiochos III conclut une alliance avec le koinon étolien. Les Étoliens parviennent à prendre Démétrias qui est l’une des entraves grecques sous domination antigonide jusqu’en 196 av. J.-C. et romaine jusqu’en 194 av. J.-C. Puis, Antiochos III est invité par la confédération étolienne à se rendre à Démétrias. Le récit de l'arrivée donne à voir un débarquement royal à Ptéléon. Les Magnètes et leur dirigeant, le magnétarque, se rendent au-devant d'Antiochos III pour l'accueillir.
- Le roi Antiochos III entre à Lamia (192 av. J.-C.) d'après Tite-Live.

Le récit de l'arrivée à Lamia se place à la suite du passage à Démétrias.
Les Étoliens, après avoir appris qu’Antiochus était venu à Démétrias, réunirent le conseil et rédigèrent un décret pour le faire venir. Le roi était déjà parti de Démétrias, car il savait qu’ils allaient prendre ce décret, et s’était avancé jusqu’à Phalara dans le golfe maliaque. De là, le décret reçu, il se rendit à Lamia et fut reçu avec la faveur massive de la foule, avec des applaudissements, des cris et les autres manifestations par lesquelles se manifeste la joie débordante de la foule.
L'accueil d'Antiochos est sans doute réglé au préalable selon les termes du décret rédigé lors de l’assemblée des Étoliens à Lamia. Pour cet accueil, Tite-Live insiste sur le paysage sonore d'un tel accueil, les applaudissements, les acclamations et il rend compte de la ferveur de la foule lamiaque à l'égard d'Antiochos III.
- Le roi Antiochos III est accueilli à Thèbes (192 av. J.-C.) d'après Tite-Live et Polybe.

Après Démétrias et Lamia, Antiochos III poursuit son avancée en Grèce. Comme l’expriment les deux auteurs, il semble que la cité de Thèbes accueille Antiochos III selon un cérémonial d’apantésis. Les deux récits de Tite-Live et Polybe diffèrent ; Polybe prétend que ce sont les magistrats Béotiens qui accueillent le roi séleucide selon un cérémonial d’apantésis tandis que Tite-Live parle des « principaux Béotiens ». Aussi, le récit de Tite-Live insiste davantage sur l’entrée d’Antiochos III dans Thèbes. Le roi forme une procession avec les principaux Béotiens qui s’étaient portés à sa rencontre. Il ajoute qu’Antiochos III se rend à l’assemblée générale et il prend la parole comme Attale Ier lors de son accueil dans la cité d'Athènes,.
- Le roi Antiochos IV est accueilli à Jérusalem (172 av. J.-C.) d'après le deuxième livre des Maccabées.

Les Livres des Maccabées sont des ouvrages religieux dont l’auteur est inconnu. Un passage du deuxième livre des Maccabées rend compte de l’accueil d’Antiochos IV Épiphane à Jérusalem par « Jason et par la ville ». Antiochos IV est roi depuis 175 av. J.-C. Dès 175 av. J.-C., le Grand Prêtre de Jérusalem, Onias III et son frère Jason se rendent à Antioche sur l’Oronte à la rencontre du nouveau roi pour discuter du prélèvement des trésors du Temple. Jason manœuvre une alliance avec Antiochos IV en échange d’un plus grand tribut et d’une politique d’hellénisation de Jérusalem. Antiochos le fait nommer Grand Prêtre de Jérusalem et dépose Onias III. L'entrée à Jérusalem se passe donc dans le contexte de l’usurpation de Jason soutenue par Antiochos IV. Jason fait une réception magnifique lors de l’entrée d’Antiochos IV à Jérusalem, le Livre des Maccabées parle d’une magnifique entrée « au milieu des torches », les torches pouvant être associées à la liturgie juive. Cette entrée peut être envisagée comme le témoignage d’une légitimation réciproque entre Jason et Antiochos IV.

### Entrées lagides
- Ptolémée VI est accueilli à Antioche sur l’Oronte (147 av. J.-C.) d'après Flavius Josèphe et le premier livre des Maccabées.

Ptolémée VI Philométor est roi d’Égypte depuis 176 av. J.-C. Il est co-roi avec Ptolémée VII entre 169 et 164 av. J.-C et règne seul à partir de 163 av. J.-C. Il vient de traverser la Judée pour soutenir militairement Démétrios II Nicator avec lequel il combat Alexandre Ier Balas. Dans ce contexte, il se rend à Antioche où il fait son entrée.

D'après Flavius Josèphe :
Ptolémée, à son arrivée à Antioche, fut choisi comme roi par les habitants et l'armée, et, malgré lui, ceignit deux couronnes, celle d'Asie et celle d'Égypte. Mais honnête et juste de nature, nullement désireux de s'emparer du bien d'autrui, et, de plus, capable de prévoir l'avenir, il résolut d'éviter de donner prise à la jalousie des Romains. Il réunit donc les habitants d'Antioche en assemblée et leur persuada de recevoir Démétrius, alléguant que celui-ci, bien accueilli, ne leur garderait pas rancune de ce qu'ils avaient fait à son père ; lui-même, Ptolémée, proposait d'être son maître et son guide dans la voie du bien, et promettait de ne pas le laisser commettre de mauvaises actions ; quant à lui, le royaume d'Égypte lui suffirait. Par ce discours il décida les habitants d'Antioche à recevoir Démétrius.
D'après le premier livre des Maccabées :
Ptolémée entra à Antioche ; il ceignit le diadème de l’Asie, mettant ainsi deux diadèmes autour de sa tête, celui de l’Égypte et celui de l’Asie. 
Le Livre des Maccabées n’insiste que sur la symbolique de cette entrée tandis que Flavius Josèphe décrit les négociations que mène Ptolémée VI à Antioche dans l’optique de réconcilier la ville avec Démétrios II. Antioche sur l’Oronte, la capitale du royaume séleucide a désapprouvé Démétrios I Sôter, le père de Démétrios II. Comme on peut le voir dans la mention de Flavius Josèphe, la ville acclame Ptolémée VI comme un roi. Tandis que dans le Livre des Maccabées, il semble que Ptolémée est seul initiateur de son entrée. La symbolique du diadème renvoie à la prise de pouvoir. Flavius Josèphe s'inscrit dans une tradition en faveur de Ptolémée VI qui est caractérisé comme « honnête et juste »,.

### Entrées attalides
- Entrée d’Attale Ier à Athènes (200 av. J.-C.) d'après Polybe et Tite-Live.

Le royaume de Macédoine de Philippe V vient de signer un traité de paix avec la république romaine en 205 av. J.-C à Phœnicè. La république romaine est toujours en guerre contre Carthage. À partir de 201 av. J.-C., Philippe V se rend en Asie Mineure et menace les puissances rhodienne et attalide ce qui pousse ces deux puissances à envoyer des émissaires à Rome. Il menace en 200 av. J.-C. le port d’Athènes en ordonnant un raid au Pirée mais qui est repoussé par les Rhodiens et Attale Ier qui viennent d’Égine, île située en face d’Athènes, dans le golfe Saronique. Attale Ier et les ambassadeurs rhodiens sont ensuite accueillis à Athènes.

D'après Polybe :
Le peuple athénien avait envoyé au roi Attale une ambassade, à la fois pour le remercier de ce qui s'était passé et pour l'inviter à se rendre à Athènes, afin de délibérer de la situation en commun. Quand le roi apprit, quelques jours après, l'arrivée d'une ambassade romaine au Pirée, il jugea nécessaire de la rencontrer et se hâta de prendre la mer. Quand le peuple athénien sut qu'il arrivait, il décréta des mesures somptueuses pour son accueil et tout son séjour. Attale débarqua au Pirée et négocia le premier jour avec les ambassadeurs romains ; sa joie fut grande de voir qu'ils se souvenaient de leur collaboration passée et qu'ils étaient prêts à une guerre contre Philippe. Le lendemain, accompagné des Romains et des magistrats d'Athènes, il monta jusqu'à la ville en grande pompe ; et pour les accueillir, il n'y avait pas seulement les personnages officiels avec les cavaliers, mais tous les citoyens avec femmes et enfants. Au moment de leur rencontre, la foule qui les accueillait manifesta aux Romains et encore plus à Attale une affection on ne peut plus chaleureuse. Lorsqu'il entra par le Dipylon, les prêtresses et les prêtres faisaient la haie des deux côtés. Ensuite on lui ouvrit tous les temples, des victimes étaient prêtes à tous les autels, et on le pria d'y sacrifier. Enfin les Athéniens lui votèrent des honneurs comme ils n'en avaient jamais sans doute accordés à aucun de leurs bienfaiteurs ; entre autres, ils créèrent une tribu portant son nom et ils le rangèrent parmi les héros éponymes. Ensuite ils réunirent une assemblée à laquelle ils l'invitèrent. Puis comme il déclinait cette invitation, en déclarant inélégant de se présenter devant ses obligés pour énumérer ses bienfaits, ils renoncèrent à sa présence, et lui demandèrent de leur indiquer par écrit son sentiment sur les mesures qu'il estimait utiles dans les circonstances présentes. Il accepta, leur écrivit, et les proèdres présentèrent sa lettre. En résumé ce texte rappelait les bienfaits qu'il avait déjà accordés au peuple, il dénombrait ses actions contre Philippe dans la conjoncture où l'on se trouvait, enfin il appelait à la guerre contre Philippe et il prenait le ciel à témoin que si les Athéniens ne choisissaient pas de s'engager bravement dans les hostilités aux côtés de Rhodes, de Rome et d'Attale lui-même, et qu'après avoir laissé passer l'occasion, ils veuillent ensuite participer à une paix qui serait l'œuvre d'autrui, ils ne serviraient pas l'intérêt de leur pays. Après la lecture de cette lettre, le peuple était déjà prêt à voter la guerre en raison de ces arguments et en raison de sa sympathie pour Attale. Là-dessus, on introduisit les Rhodiens qui parlèrent longtemps dans le même sens. Et Athènes décida de prendre les armes contre Philippe. Les Rhodiens aussi reçurent un accueil somptueux ; on décerna au peuple rhodien la couronne de la valeur, on accorda le droit de cité à tous les Rhodiens, parce qu'entre autres bienfaits, ils avaient restitué aux Athéniens leurs navires capturés, avec les équipages. Cette mission accomplie, les ambassadeurs de Rhodes gagnèrent Céos avec leur flotte, à destination des îles.
D'après Tite-Live : 
Le roi Attale et les Rhodiens étant arrivés à Égine, après avoir poursuivi Philippe qui rentrait en Macédoine, le roi se rendit au Pirée pour renouveler et consolider son alliance avec Athènes. Tous les citoyens, sortis en foule à sa rencontre avec leurs femmes et leurs enfants, les prêtres avec leurs insignes, l'accueillirent à son entrée dans la ville, et peu s'en fallut que l'on ne tirât les dieux eux-mêmes de leurs sanctuaires pour le recevoir. Le peuple fut aussitôt convoqué à l'assemblée pour que le roi pût exposer publiquement ses désirs ; puis on estima plus conforme à sa dignité qu'il s'exprimât par écrit sur les sujets de son choix plutôt que de l'amener à rougir s'il venait en personne quand il rappellerait ses bienfaits envers la cité ou sous les applaudissements et les acclamations dont la foule, dans son approbation immodérée, accablerait sa modestie. La lettre qu'il envoya à l'assemblée et qu'on lut comportait trois points : d'abord, le rappel de ses bienfaits envers la cité, puis celui des actions qu'il avait menées contre Philippe, enfin une exhortation à entreprendre la guerre tant qu'ils avaient avec eux les Rhodiens, lui- même et, dans les circonstances actuelles, surtout les Romains : c'est en vain que plus tard, s'ils n'agissaient pas maintenant, ils chercheraient l'occasion qu'ils auraient laissé échapper. On entendit ensuite les ambassadeurs de Rhodes, qui venait de rendre un service à Athènes en lui remettant quatre bateaux de guerre que les Macédoniens lui avaient récemment pris et que les Rhodiens lui avaient repris. Aussi la guerre contre Philippe fut-elle décidée à une écrasante majorité. Des honneurs démesurés furent accordés d'abord au roi Attale, puis aux Rhodiens : pour la première fois, on proposa d'ajouter une tribu, qu'on appellerait Attalide, aux dix anciennes ; quant au peuple rhodien, on le gratifia d'une couronne d'or pour sa valeur, et le droit de cité fut accordé aux Rhodiens, comme ils l'avaient déjà accordé eux- mêmes aux Athéniens. Après cela, le roi Attale regagne sa flotte à Égine.
Les deux mentions ci-dessus sont riches en détails quant au récit de l’accueil d’Attale Ier à Athènes. Selon Éric-Perrin Saminadayar, Polybe reconstruit l’accueil d’Attale Ier à partir de ses connaissances sur l’apantésis royale hellénistique et surestime l'importance de l'accueil du roi attalide. La mention de Polybe décrit plusieurs moments de l’entrée d’Attale Ier, de l’arrivée au Pirée à l’entrée par le Dipylon jusqu’à l’invitation à sacrifier et à s’adresser à l’assemblée civique. Tite-Live ne mentionne pas les ambassadeurs romains et insiste davantage sur la prise de parole des ambassadeurs rhodiens et sur la lettre d’Attale Ier. Comme l’a déjà constaté Éric Perrin-Saminadayar, l’accueil d’Attale Ier à Athènes est singulier car « il s’agirait de la seule entrée d’un souverain dans une cité qui n’appartiendrait pas à son royaume ou qui n’aurait pas été conquise » alors que la plupart des entrées royales sont celles de rois dans des cités de leur royaume.
- Le décret de Pergame concernant le retour d'Attale III (OGIS 332).

Le décret d’Attale III, document officiel émanant de la cité de Pergame, règle le déroulement, donne les indications à de nombreux personnages concernant l’organisation et l’exécution d'une cérémonie pour le retour du roi Attale III dans la cité de Pergame, la capitale du royaume attalide.

### Entrées de Mithridate VI
- Mithridate VI Eupâtor se rend à Magnésie, Éphèse, Mitylène et Cos (vers 88 av. J.-C. environ), d’après Appien, Diodore de Sicile et Justin.

Mithridate VI s’empare de la Cappadoce et de la Bithynie et parvient en Asie Mineure. Il entre en guerre contre la république romaine en 88 av. J.-C. Diodore de Sicile rapporte ainsi : « Le bruit de l'humanité de Mithridate s'étant partout répandu, les villes mirent un grand empressement à se rallier au roi ». Diodore de Sicile ajoute « On vit arriver de toutes les villes des députés porteurs des décrets qui l'appelaient dans ces villes et qui lui donnaient le surnom de dieu et de sauveur. » L’envoi d’une députation est l'un des préalables à l’accueil. Concernant les décrets porté au roi par les députations, il est probable que la cité se soit réunie préalablement pour voter un décret lors d’une assemblée civique, mais cela Diodore ne le précise pas. « C'est pourquoi, à l'arrivée du roi, tous les habitants des villes se portaient à sa rencontre, en habits de fête, et poussant des cris de joie. » Cette dernière partie expose l’arrivée du roi et la manière dont il est accueilli. Au regard des habits de fête et des surnoms de « dieu » et de « sauveur » qui lui sont donnés, on peut supposer qu’il est divinisé par la cité voire qu’un culte lui est associé comme on l’observe pour d’autres souverains pendant la période hellénistique. L’ensemble des auteurs apporte des renseignements sur l’accueil réservé à Mithridate VI par les cités d’Asie Mineure et sur l'attitude des cités grecques face à la république romaine. À Éphèse, Appien raconte que l'on abat des statues des romains,,.

#### Sources issues de la tradition manuscrite
Appien, Histoire romaine, Tome VII: Livre XII - La guerre de Mithridate, trad. P. Goukowsky, CUF, Paris, 2001.
Arrien, L'anabase d'Alexandre, Paris, éditions de Minuit, 1984, 384 p.
Athenee, The Learned Banqueters, Vol. 3 : Livres VI - VII, trad. S. Douglas Olson, Harvard University Press, « Loeb Classical Library », Londres, 2008.
La Bible - l’Ancien Testament, trad. É. Dhorme, Gallimard, coll. La Pléiade, Paris, 1959.
Diodore de Sicile, Bibliothèque historique. Tome XII, Livre XVII, trad. P. Goukowsky, CUF, Paris, 2002.
Flavius Josèphe, Œuvres complètes de Flavius Josèphe, Tome III, Antiquités Judaïques, livres XI – XV, trad. T. Reinach, Librairie Ernest Leroux, Paris, 1929.
Polybe, Histoire, trad. D. Roussel, Paris, Gallimard, coll. Quarto, Paris, 2003.
Quinte-Curce, Histoires, Tome 1: Livres III – VI, trad. H. Bardon, CUF, Paris, 1961.
Tite-Live, Histoire romaine, Tome XXV : Livre XXXV, trad. R. Adam, CUF, Paris, 2004.
Tite-Live, Histoire romaine, Tome XXVI : Livre XXXVI, trad. A. Manuélian, CUF, Paris, 1983.

#### Études
- Flamment E., Les voyages officiels et les déplacements des personnages publics en Orient de la mort d’Alexandre Le Grand au début de l’Empire romain (323-30 av. J.C) : entre cérémonial politique et pratique culturelle. Thèse de doctorat en Histoire ancienne, Université Paris Est, sous la direction de Marie-Françoise Baslez, 2008, 496 p.
- Gaffiot F., Dictionnaire Latin-Français, Hachette, Paris, 1934.
- Grandjean C., Hoffmann G. (dir.), Le monde hellénistique, A. Colin, Paris, 2017, 396p.
- Perrin-Saminadayar É., « L’accueil officiel des souverains et des princes à Athènes à l’époque hellénistique », BCH, 128, 1, 2004, p. 351-375.
- Robert L., « Documents d'Asie Mineure XXXIV-XXXV », in Bulletin de correspondance hellénique, Volume 109, livraison 1, 1985, pp. 467-484.
- Will É., Histoire politique du monde hellénistique, Paris, Seuil, coll. « Points Histoire », 2003  (ISBN 2-02-060387-X).